# Discurso directo e indirecto
El discurso directo es el estilo en el que el hablante reproduce literalmente las palabras de otro. Se marca gráficamente con líneas de diálogo o con comillas, por ejemplo: José Manuel dijo «los deportes me gustan mucho».
El discurso indirecto es el estilo en el que el hablante refiere lo enunciado por otro anclando los elementos deícticos en el momento del habla: José Manuel dijo que los deportes le gustaban mucho. Puesto que no se repite la cita textualmente, esta sufre ciertos cambios. La primera persona se convierte en tercera, al igual que los pronombres posesivos, adjetivos posesivos y pronombres objetivos de primera persona. Del mismo modo, la segunda persona se convierte en primera. Los tiempos verbales se actualizan y los adverbios de lugar y tiempo se modifican como corresponda.

## Cuando responde la pregunta ¿Qué dice él o ella?
Ejemplo:

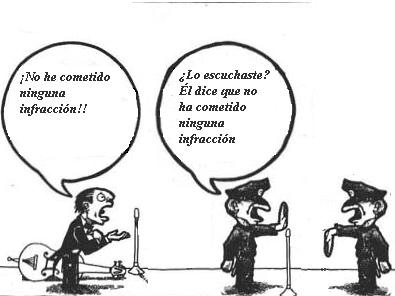
Transformación de discurso directo a indirecto

- Me gusta la pizza y el carro que le compré a mi mujer 
  - Él dice que le gusta mucho el carro y la pizza que le compró a su esposa.

Se ve en los dos ejemplos que cambia el pronombre personal, al igual que el adjetivo posesivo de "mi" a "su".
Otro ejemplo:
Directo:
- Vivo aquí y esta es mi casa

Indirecto:
- Él dice que vive ahí y esa es su casa.

En este ejemplo, obviando el pronombre posesivo y el verbo conjugado, hay un cambio de ubicación del discurso directo a indirecto.
- "Aquí" se transforma en "Ahí".
- "Esta" se transforma en "Esa".

## Cuando responde la pregunta ¿Qué dijo él/ella?
En el lenguaje hablado se conserva el tiempo de lo que dice la persona, aunque a veces cambia el tiempo de la persona, ya que el tiempo de lo enunciado es pasado para el presente. La pregunta aquella de "¿Qué dice él/ella?" cambia ahora a "¿Qué dijo él/ella?".
De discurso directo a indirecto con la pregunta ¿Qué dijo él/ella? el proceso es el mismo, solo que cambia la conjugación (gramática): presente de indicativo cambia a pasado de imperfecto de indicativo.
1. Pretérito perfecto de indicativo cambia a pasado pluscuamperfecto.
2. Pasado de imperfecto de indicativo no cambia.
3. Pretérito de indicativo cambia ha pasado pluscuamperfecto.
4. Pasado pluscuamperfecto no cambia.
5. Futuro de indicativo cambia a condicional.
6. Condicional al igual que condicional perfecto no cambian.
7. Imperativo cambia a subjuntivo presente o pasado.
8. Subjuntivo presente cambia a subjuntivo imperfecto.
9. Subjuntivo pasado cambia ha pasado pluscuamperfecto de subjuntivo.
10. Pasado pluscuamperfecto de subjuntivo no cambia.

Algunos ejemplos:
- Amo a los animales.
  - Él dijo que amaba a los animales.
- Me compraré un coche.
  - Él dice que se comprará un coche. ** Él dijo que se compraría un coche
- Ellos, cuando sean grandes, van a ser estudiosos.
  - Ella dijo que ellos, cuando fueran grandes, iban a ser estudiosos.

## De discurso directo a indirecto en preguntas
Estos cambios responden a la pregunta:
¿Qué te preguntó él/ella?
Funciona igual que la pregunta "¿Qué dijo él/ella?", ya que el tiempo del verbo de la pregunta al hacer los cambios de directo a indirecto cambian, como se vio anteriormente.
- ¿De qué trabaja?
  - de qué trabajaba.

Cuando no hay pronombres interrogativos, se añade la partícula "si" después de "Él/Ella me preguntó que".
Ejemplo:
- ¿Él ha ido al trabajo?
  - Él me preguntó si él había ido al trabajo.